# Pieve d'Olmi
Pieve d'Olmi (La Piéev in dialetto cremonese) è un comune italiano di 1 242 abitanti della provincia di Cremona in Lombardia.

## Storia
La parte meridionale del comune era anticamente oltre il Po, poi Napoleone la tolse a Zibello secoli dopo che il corso del fiume era cambiato.

### Simboli
Lo stemma e il gonfalone sono stati concessi con regio decreto dell'8 maggio 1933. Nello stemma è raffigurata una chiesa con campanile di colore rosso su fondo d'argento, accostata da due olmi su campagna verde.
Il gonfalone è un drappo di azzurro.

## Monumenti e luoghi d'interesse
- Chiesa di San Geminiano

## Società

### Evoluzione demografica
Abitanti censiti

## Amministrazione

### Gemellaggi
- Pontecorvo, dal 2007[senza fonte]